# Bahnstrecke Angren–Pop
| |                          |                              |                              |
| Streckenlänge: | 123,1 km                 |                              |                              |
| Spurweite: | 1520 mm (Russische Spur) |                              |                              |
| Stromsystem: | Oberleitung 3 kV =       |                              |                              |
| |                          |                              |                              |
| \| \| \| von Taschkent \| \| \| \| Angren \| \| \| \| Kamchiq-Tunnel (19,2 km) \| \| \| \| Pop \| \| \| \| von Qoʻqon und Tadschikistan \| \| \| \| nach Namangan \| |                          |                              |                              |
| Strecke |                          | von Taschkent                | von Taschkent                |
| Bahnhof |                          | Angren                       | Angren                       |
| Tunnel |                          | Kamchiq-Tunnel (19,2 km)     | Kamchiq-Tunnel (19,2 km)     |
| Bahnhof |                          | Pop                          | Pop                          |
| Abzweig geradeaus und von rechts |                          | von Qoʻqon und Tadschikistan | von Qoʻqon und Tadschikistan |
| Strecke |                          | nach Namangan                | nach Namangan                |

Die Bahnstrecke Angren–Pop ist eine 123,1 km lange, elektrisch betriebene Eisenbahnstrecke der Usbekischen Eisenbahn, die das Ferghanatal mit dem restlichen Staatsgebiet Usbekistans verbindet. Das zentrale Bauwerk der Strecke ist der 19,2 km lange Kamchiq-Tunnel unter dem gleichnamigen Pass. Er wurde am 22. Juni 2016 offiziell eröffnet.

## Geschichte
Nach der Unabhängigkeit Usbekistans im Jahr 1991 war das Ferghanatal von den anderen Landesregionen nur auf einer Gebirgsstraße über den 2.267 m hohen Kamchiq-Pass oder über tadschikisches Gebiet zu erreichen. Es wurde deshalb beschlossen, die Eisenbahnstrecke Angren–Pop zu bauen, um eine direkte wintersichere Verbindung zu schaffen. Die neue Streckenführung vermeidet den Transit durch Tadschikistan, womit Usbekistan jährlich auch ungefähr 25 Millionen US-Dollar Transitgebühren spart.
Der Bau der Strecke kostete 1,63 Milliarden US-Dollar. Die usbekische Regierung finanzierte mit 1,44 Milliarden den größten Teil der Bauarbeiten, die China Exim-Bank steuerte 350 Millionen bei und finanzierte den Kamchiq-Tunnel. Die Weltbank gewährte ein Darlehen über 195 Millionen US-Dollar mit einer Laufzeit von 25 Jahren, mit dem die Fahrleitungs- und Signalanlagen, die Stromversorgung und die technische Unterstützung während der Bauphase finanziert wurden.
Die Eröffnung fand am 22. Juni 2016 im Beisein von Islom Karimov, dem Staatspräsidenten von Usbekistan, und von Xi Jinping, dem chinesischen Staatspräsidenten statt. Der Eröffnungszug verkehrte von Angren nach Pop und bestand aus einer in China gebauten Elektrolokomotive mit vier Reisezugwagen. Vom Tunnelportal des Kamchiq-Tunnel wurde die Feier über eine Videoverbindung zu den im Uzexpocentre versammelten geladenen Gästen übertragen.

## Streckenbeschreibung
Die Strecke führt von Angren auf der östlichen Talseite des gleichnamigen Flusses entlang. Sie umfährt den Kohle-Tagebau von Angren auf der Südseite, quert das Tal unterhalb der Staumauer des Angren-Stausees und folgt etwa 25 Kilometer dem Fluss bis zum Nordportal des Kamchiq-Tunnels. Der Tunnel wird in ungefähr 16 Minuten durchfahren. Das Südportal liegt in einem Seitental des Ferghanatals. Die Strecke passiert die Siedlungen Oltinkon und Chodak, bevor sie nach etwa 30 Kilometer vom Tunnelportal das Haupttal erreicht. Hier wendet sie sich nach Osten und erreicht bei Pop die bestehende Strecke Qoʻqon–Namangan.
Neben dem Scheiteltunnel weist die Strecke Brücken mit einer Gesamtlänge von mehr als zwei Kilometern auf.